# Bheeampura, Mulbagal
Bheeampura là một làng thuộc tehsil Mulbagal, huyện Kolar, bang Karnataka, Ấn Độ.